# Espial HTML5 Browser
Espial HTML5 Browser（エスピアルエイチティーエムエルファイブブラウザ）とは、Espial Group Inc.が提供するWebKitをベースとして開発している組込み機器向け、TV向けブラウザである。あらゆる組込み機器のHMI/UIエンジンとして活用されている。高速UIパフォーマンスと省リソースを特徴としている。

## 概要
- プリンタ、複合機、FA機器、券売機、ATM、計量機器、検査機器、医療機器、テレビ、セットトップボックス、車載インフォテインメント、通信機器、デジタルサイネージなどに搭載されている。

## 主な搭載機器
日立製作所
Wooo - 2011年よりEspial HTML5 Browserを搭載。
ハイセンス
LTDN310RJPモデルなど - 2012年よりEspialHTML5 Browserを搭載。
東芝
北米向けモデルなど - 2012年よりEspialHTML5 Browserを搭載。
富士フイルムビジネスイノベーション
プリンタ、複合機にEspial HTML5 Browserを搭載。
シャープ
AQUOS - 2012年よりEspialHTML5 Browserを搭載。
ソニー
BRAVIA - 2015年よりAndroid TV上にEspialHTML5 Browserを搭載。
ブルーレイディスクレコーダー - 2016年よりEspialHTML5 Browserを搭載。

## 参照
1. ↑  Espial TV ブラウザ、日立製ネット対応テレビに搭載
2. ↑  Hisense deploys Espial TV browser in Japan
3. ↑  エスピアルのテレビブラウザーが東芝の北米向けスマートテレビ用ソフトに採用される
4. ↑  Sharp Selects Espial TV Browser For Smart TVs
5. ↑  Sharp Shipping AQUOS™ 4K NEXT UltraHD TV Featuring Espial HTML5 Client